# Socha svatého Jana Nepomuckého (Kunčice)
Socha svatého Jana Nepomuckého se nalézá u budovy obecního úřadu v centru obce Kunčice v okrese Hradec Králové. Vedle sochy se nalézá pomník padlých v bitvě u Hradce Králové. Klasicistní pískovcová socha pocházející z roku 1830 je chráněna od 23. března 2006 jako kulturní památka ČR. Národní památkový ústav tuto sochu uvádí v katalogu památek pod rejstříkovým číslem ÚSKP 101771.

## Popis
Klasicistní socha svatého Jana Nepomuckého představuje stojícího světce v tradičním ikonografickém pojetí v kanovnickém rouchu s biretem na hlavě. Pravou rukou objímá krucifix, k němuž sklání tvář, levá ruka je v předloktí od roku 2005 uražena. 
Na trojdílném hranolovém podstavci je umístěn tvarovaný sloup s hladkým dříkem a s plochými volutovými boky ukončený římsou. Dřík sloupu zdobí mělká reliéfní kartuše se znakem doplněným dvěma helmicemi a ozdobnými přikryvadly. V oválném šikmo půleném štítu jsou dva jetelové trojlisty, znak rytířů z Kleebornu (tehdejších majitelů panství). Socha v životní velikosti stojí na soklu, který je umístěn na římse.  

## Galerie

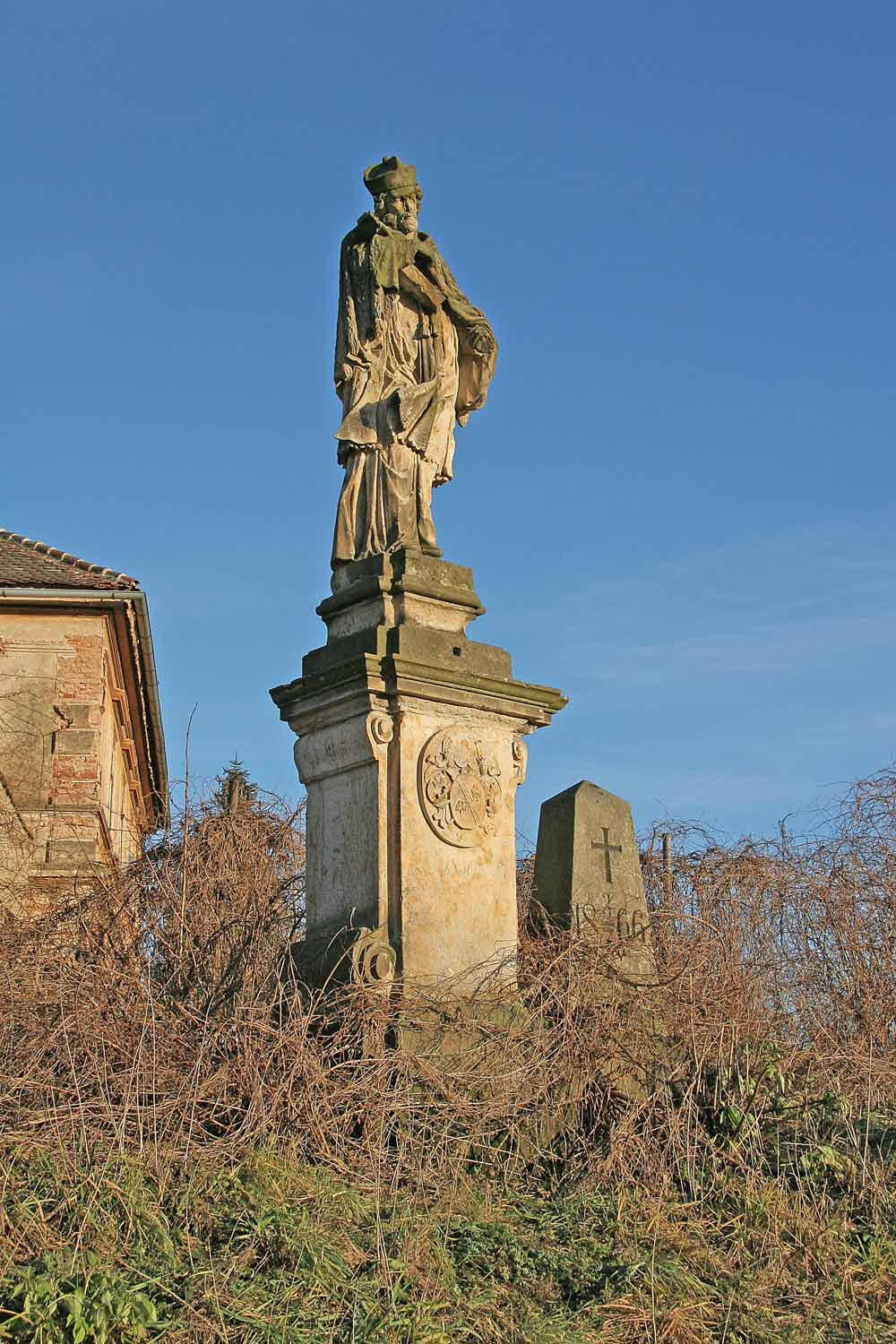
Socha svatého Jana Nepomuckého v Kunčicích spolu s pomníkem z bitvy u Hradce Králové